# Perino del Vaga

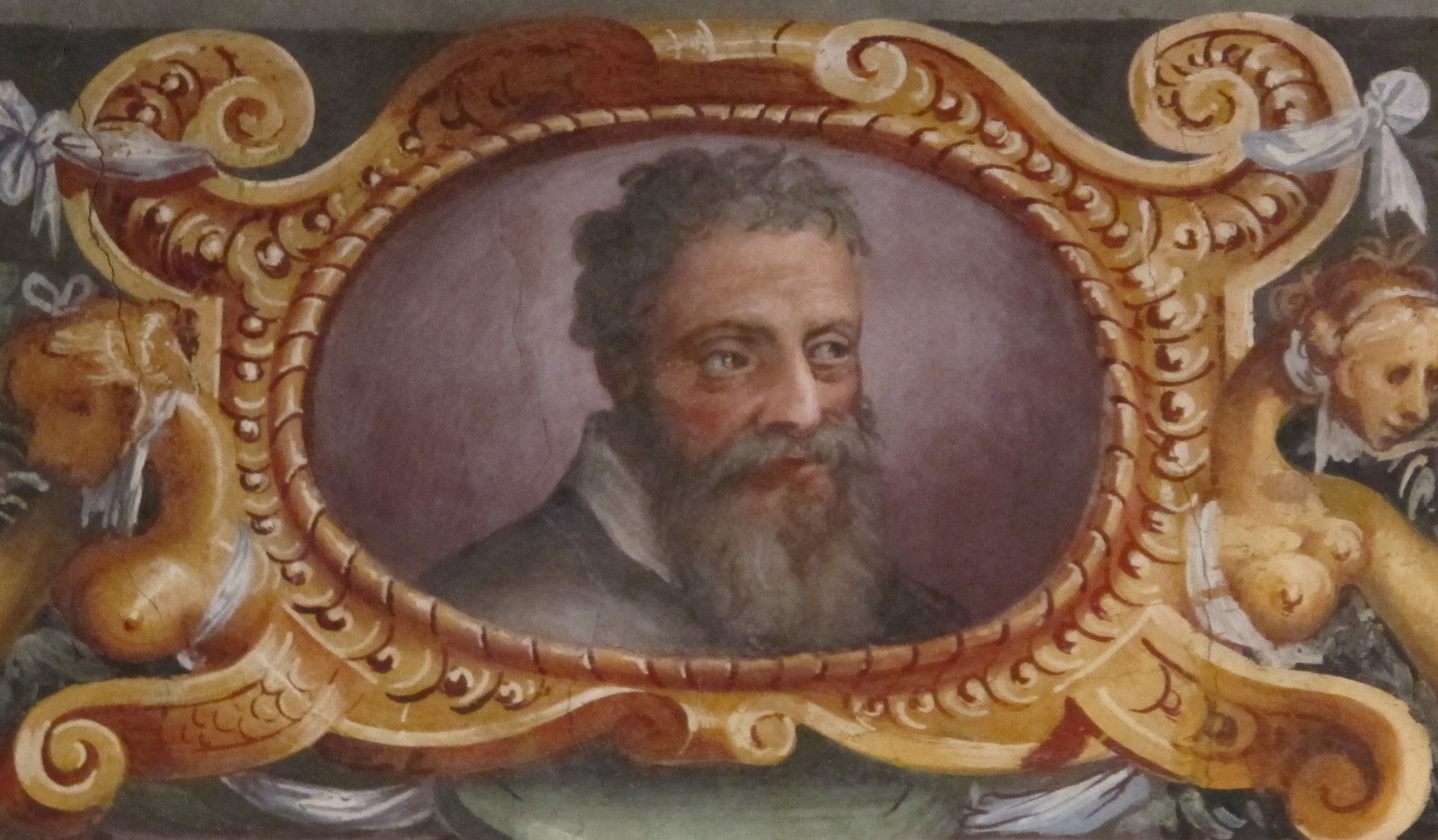
Porträt von Perin del Vaga in der Casa Vasari, Florenz

Perino del Vaga, eigentlich Pietro Buonaccorsi, (* 1501 in Florenz; † 19. Oktober 1547 in Rom) war ein italienischer Maler und Stuckateur der Renaissance.

## Leben und Werk

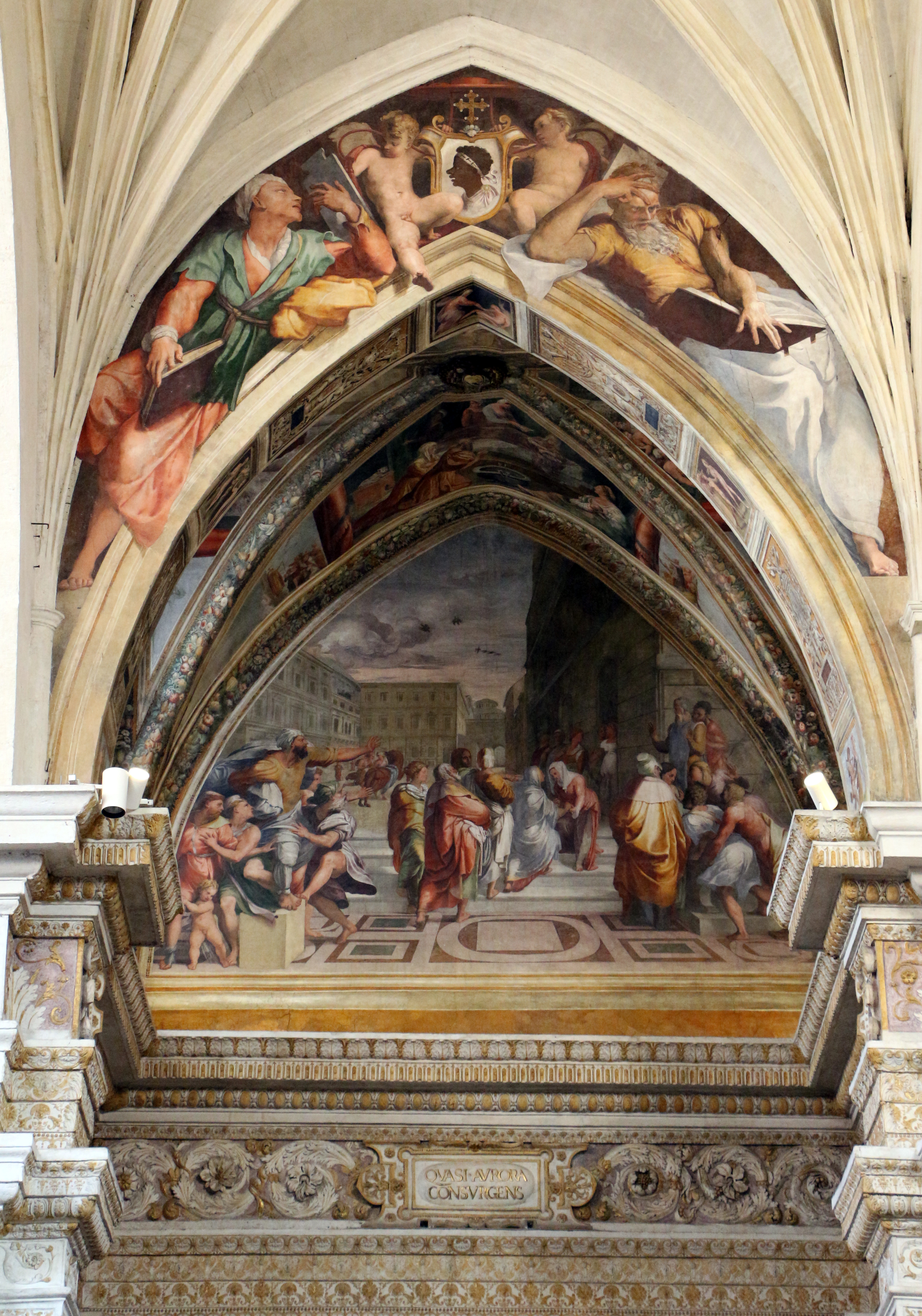
Fresken von Perin del Vaga in der Cappella Pucci, Trinità dei Monti, Rom, ca. 1523–27

Perino erhielt nach seinem Lehrer, dem Florentiner Maler Vaga, den Namen Vaga. In Rom wurde er Raffaels Schüler und führte nach dessen Zeichnungen mit Giovanni da Udine in den Loggien und andern Räumen des Vatikans Stuckaturen und Dekorationsmalereien aus. Durch diese Werke in Ruf gekommen, erhielt er zahlreiche Bestellungen, meist zur Innendekoration von Palästen und Kirchen.
Nach der Plünderung Roms (1527) wandte er sich nach Genua, wo er unter anderem den Palast des Andrea Doria mit Stuckaturen, Vergoldungen, Wandmalereien etc. schmückte. Von Genua ging Vaga über Pisa (hier von ihm das Fresko Kinderengel im Dom) nach Rom, wo er seine Tätigkeit als Stuckateur und Dekorationsmaler wieder aufnahm und auch Vorlagen zu Tapeten, Thronhimmeln, Stickereien etc. zeichnete. Unter den Werken dieser späteren Zeit ist die Decke der Sala Regia des Vatikans das hervorragendste. Bekannt sind auch seine anmutigen Madonnenbilder.
Im Alter von 46 Jahren starb er in Rom an Tuberkulose.

## Bildergalerie

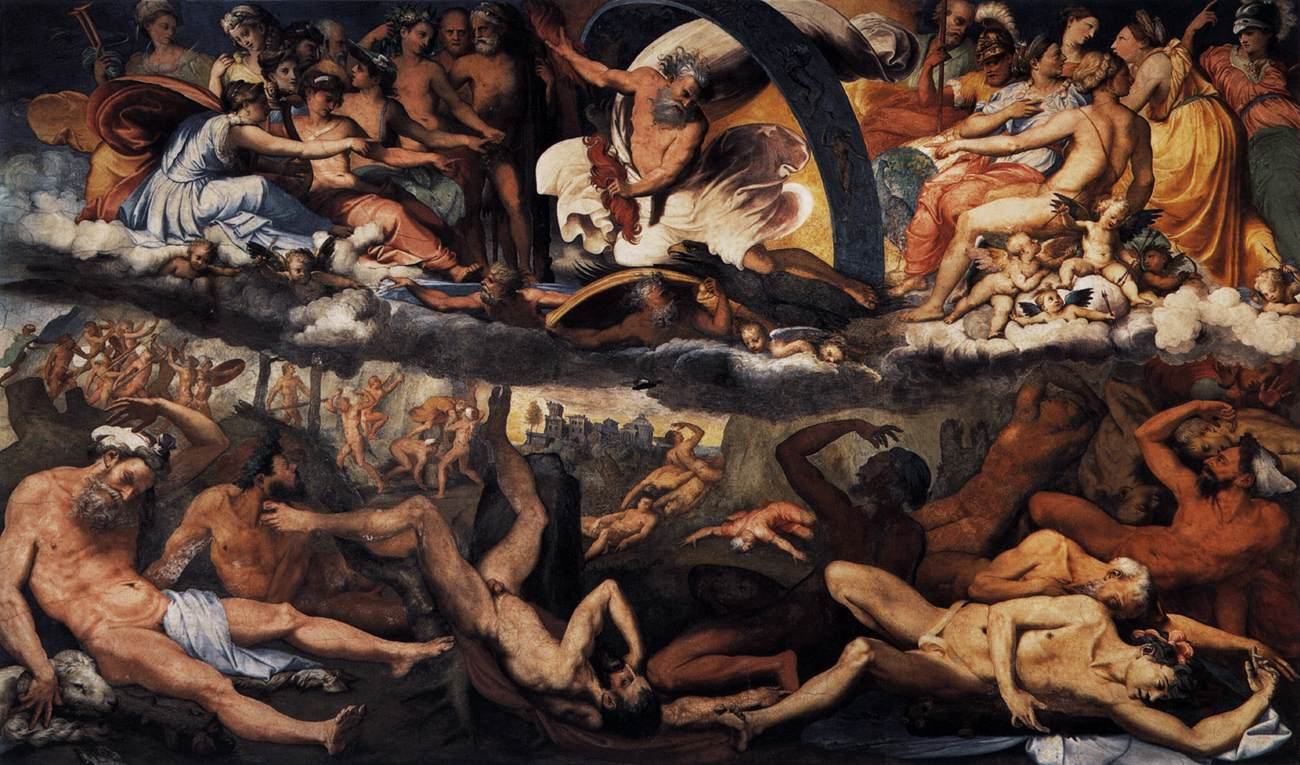
Fall der Giganten, 640 × 920 cm, Villa del Principe, Genua, 1531–1533

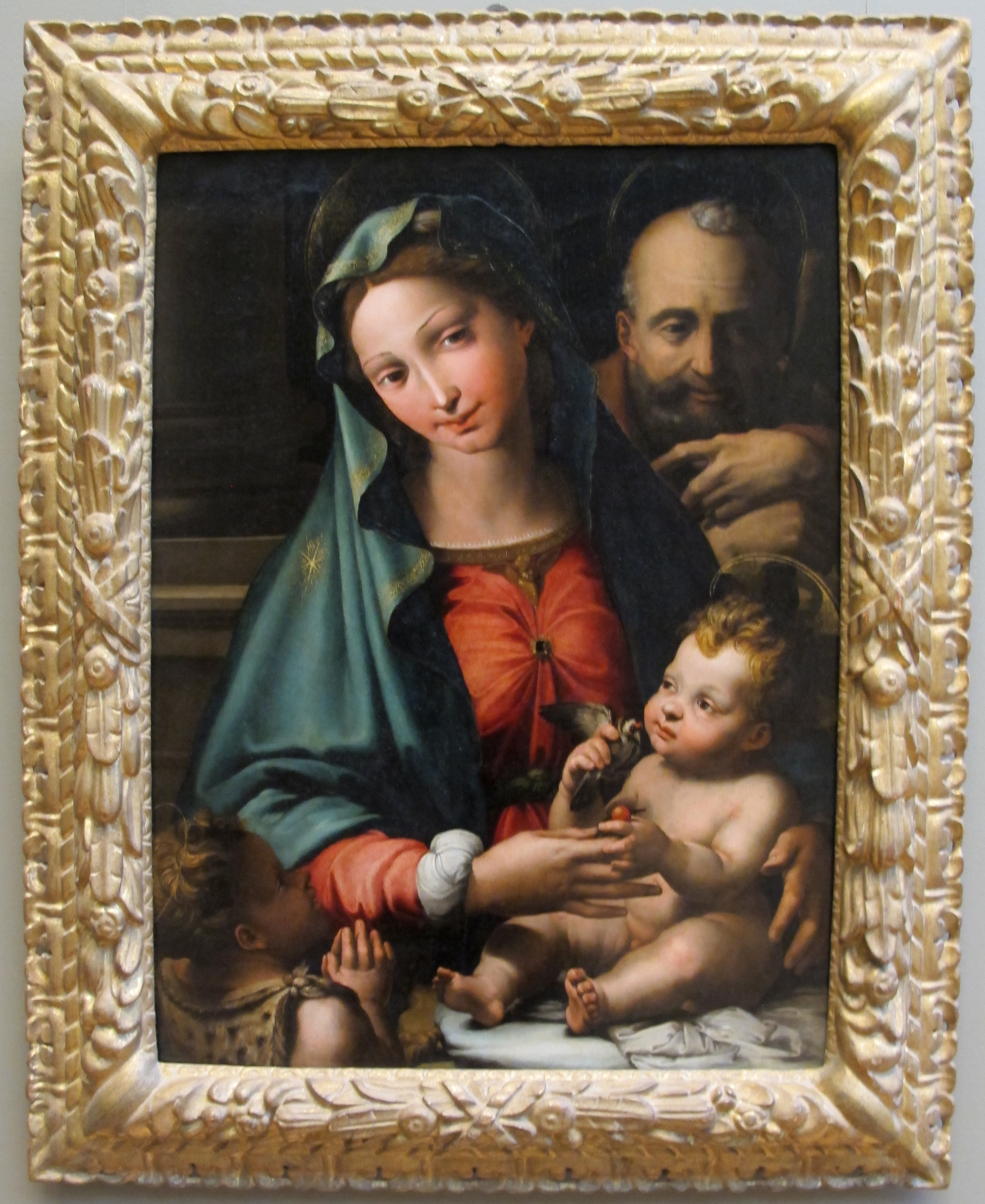
Heilige Familie mit dem kleinen Johannes d. Täufer, ca. 1520–30, Metropolitan Museum of Art, New York
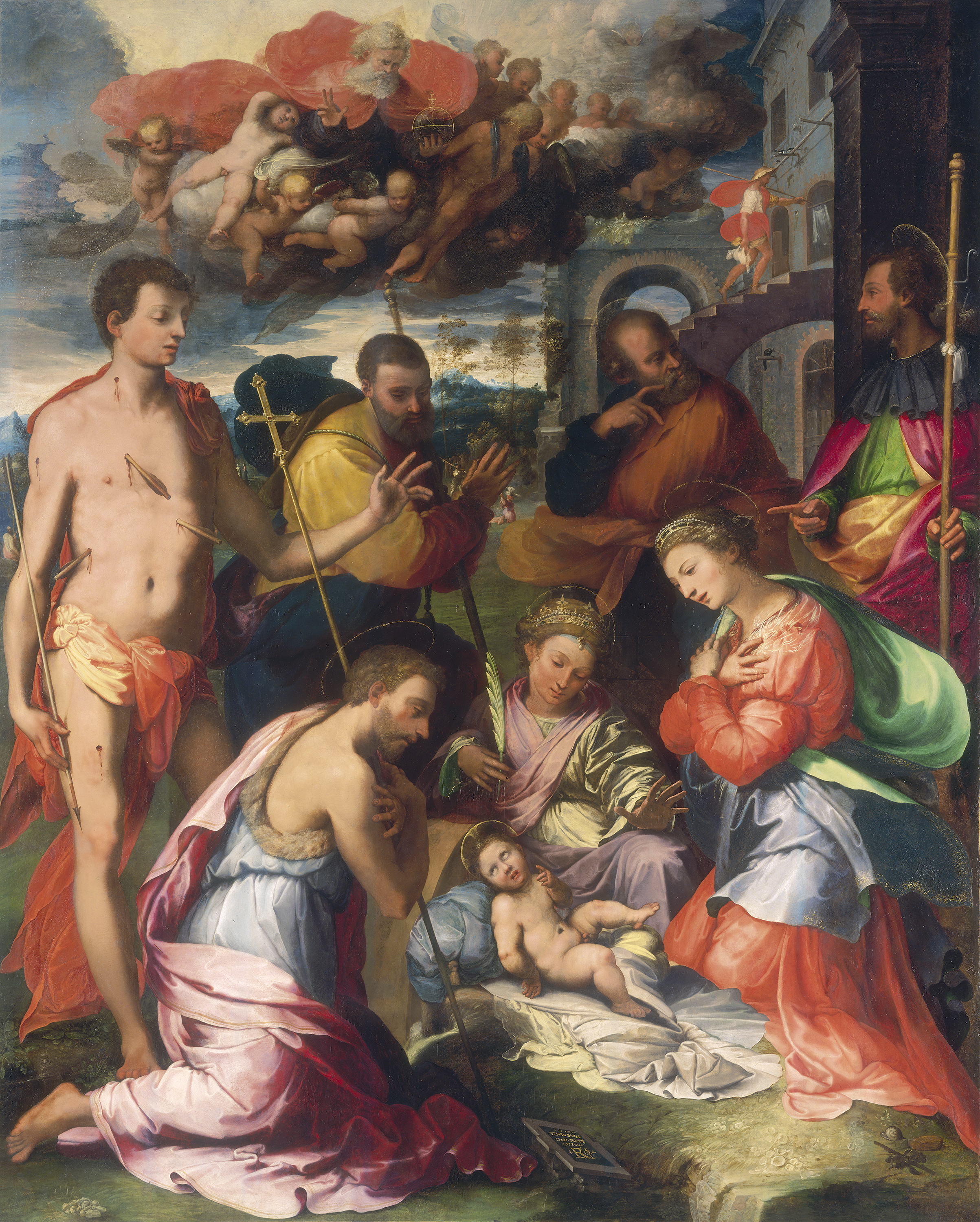
Anbetung des Christkindes mit verschiedenen Heiligen, 274 × 221 cm, 1534, National Gallery of Art, Washington D.C.
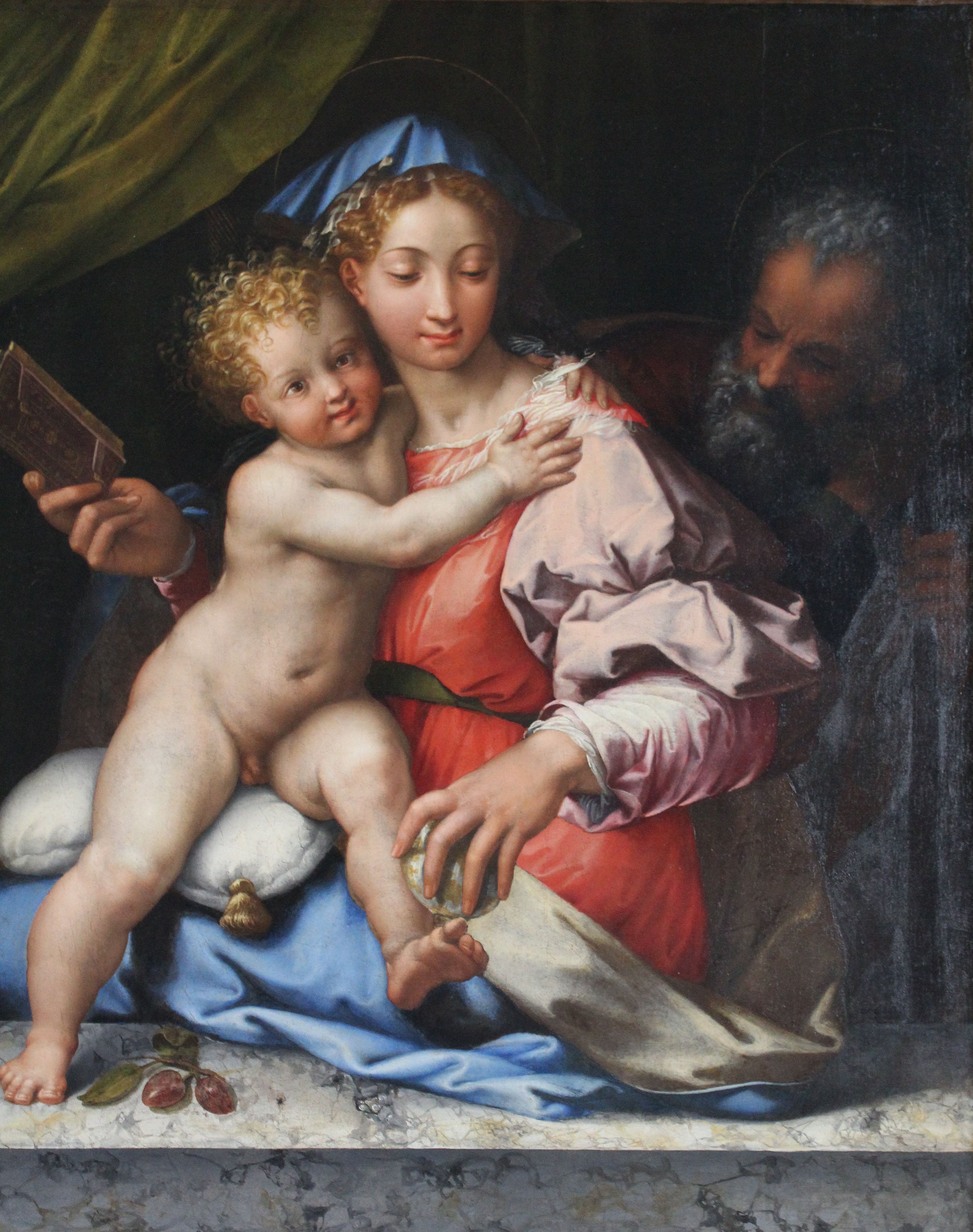
Heilige Familie, Château de Chantilly
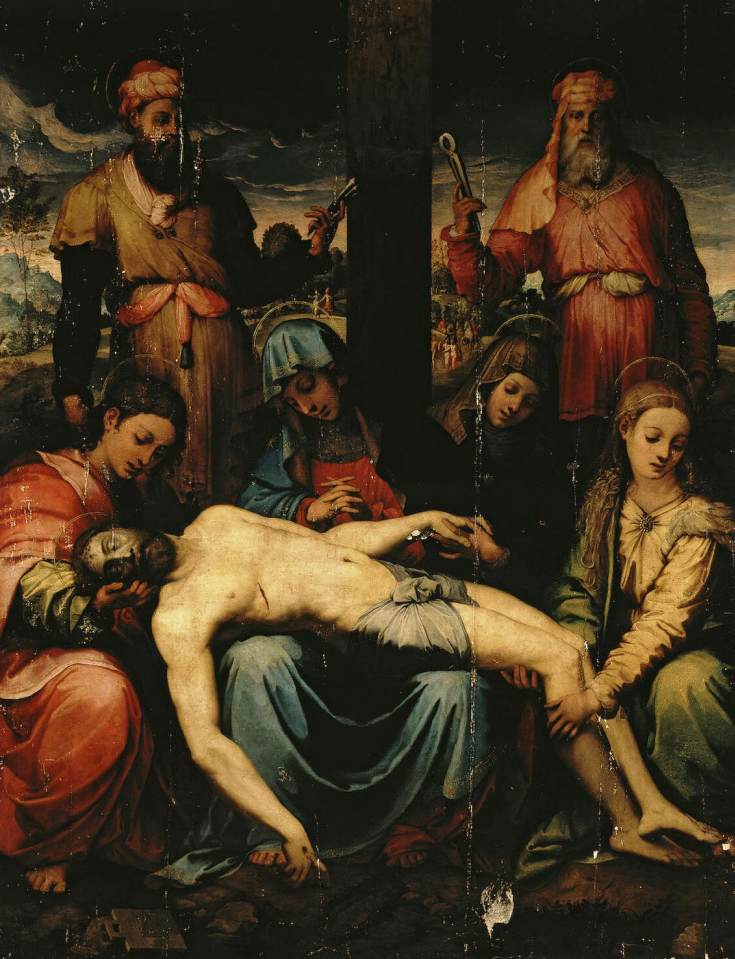
Beweinung Christi, Eremitage, St. Petersburg